# Sân bay Rumbek
Sân bay Rumbek (IATA: RBX, ICAO: HSMK) là một sân bay gần Rumbek, thủ phủ bang Lakes ở Nam Sudan. Sân bay phục vụ một số hãng hàng không quốc gia và các nhà cung cấp dịch vụ thuê máy bay.

## Vị trí
Sân bay Rumbek nằm cách Sân bay Quốc tế Juba khoảng 302 km về phía tây bắc. Nó nằm ở độ cao 420 mét (1.380 ft) trên mực nước biển.

## Các hãng hàng không và điểm đến
Hãng hàng không Southern Star Airlines đã sử dụng sân bay Rumbek để đưa hành khách đến Juba cho đến khi ngừng hoạt động vào năm 2011.
| Hãng hàng không           | Các điểm đến               |
| ------------------------- | -------------------------- |
| Golden Wings Aviation     | Juba                       |
| Aircraft Leasing Services | Lokichogio, Nairobi-Wilson |

## Tai nạn
- Vào tháng 3 năm 2003, máy bay Hawker Siddeley Andover 3C-KKB của 748 Air Services đã bị hư hỏng nặng khi nó rơi xuống Rumbek sau một sự cố động cơ.[3]
- Vào ngày 2 tháng 5 năm 2008, một chiếc Beechcraft 1900c do công ty Southern Sudan Air Connection điều hành đã khởi hành từ Wau (WUU) trên chuyến bay đến Juba qua Rumbek. Máy bay chở một phái đoàn gồm các nhà lãnh đạo của Phong trào Giải phóng Nhân dân Sudan (SPLM). Các hành khách bao gồm Dominic Dim Deng, Bộ trưởng Quốc phòng Nam Sudan đương thời. Khi đến gần Rumbek cả hai động cơ đều bị lỗi. Máy bay đâm xuống đất, giết chết tất cả trên khoang.[4]